# Doornastrild
De doornastrild soms ook wel sydneyastrild genoemd, (Neochmia temporalis syn. Aegintha temporalis) is een vogeltje uit de familie van de prachtvinken (Estrildidae).

## Kenmerken
De doornastrild heeft een grijze kop, de nek is geelgrijs. Hij heeft een felrode wenkbrauwstreep en een rode snavel. De rug en vleugels zijn groen gemêleerd met olijfgroen. De romp is donkerrood tot aan de staart, de rest van de staart is donkerbruin. De keel, borst en buik zijn lichtgrijs.
Het mannetje en vrouwtje zijn aan elkaar gelijk.
De totale lengte van kop tot puntje van de staart is 12–13 centimeter.

## Verspreiding en leefgebied
Deze soort is van oorsprong afkomstig uit Oost-Australië en telt twee ondersoorten:
- N. t. minor: noordoostelijk Australië.
- N. t. temporalis: oostelijk, zuidoostelijk en het zuidelijke deel van Centraal-Australië.

## Sociaal
De doornastrild is een zachtaardig, verdraagzaam en makkelijk tam wordend vogeltje, dat prima samen kan met andere vogeltjes in een volière.

## Verzorging
Deze vogel kan ’s zomers in een buitenvolière, wel moet op de omgevingstemperatuur worden gelet, deze mag niet onder de 10° C komen.
Hij moet gevoederd worden met kanariezaad, gierst, vers graszaad, wit milletzaad en muur als groenvoer.
Water, scherp maagkiezel en grit moeten vanzelfsprekend altijd voorhanden zijn.